# Johannes van Salisbury

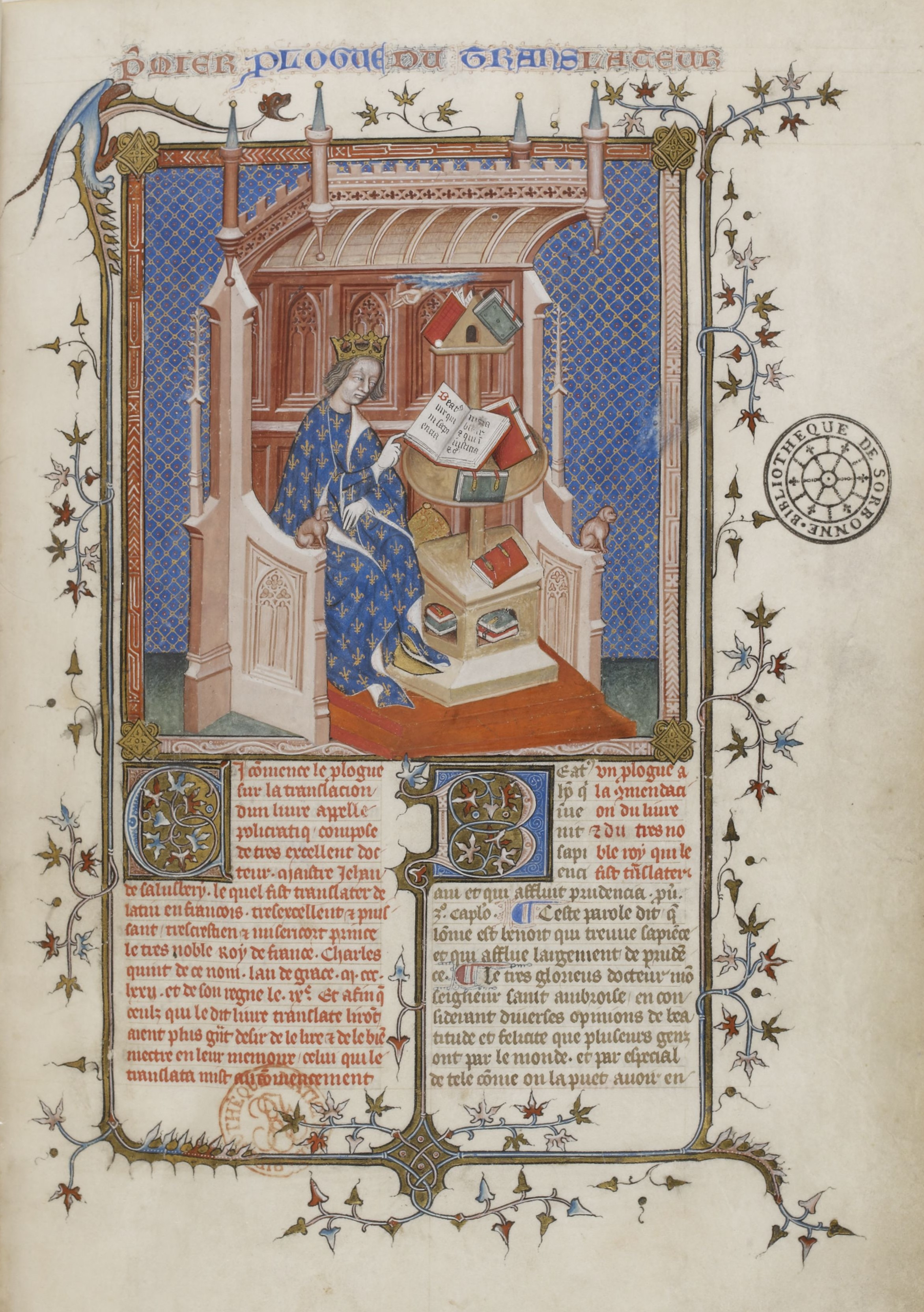

Johannes van Salisbury (Salisbury, 1120 – Chartres, 25 oktober 1180) was een Engels auteur, filosoof, diplomaat en bisschop van Chartres.
Buiten het feit dat hij van Angelsaksische en niet van Normandische afkomst was en dat hij zichzelf Parvus ("klein") noemde, weten we weinig van zijn vroege jaren. Aan de hand van zijn geschriften is opgemaakt dat hij rond 1136 naar Frankrijk reisde en in Parijs studeerde onder Pierre Abélard die voor korte tijd zijn beroemde school aan de Montagne Sainte-Geneviève had heropend.
Nadat Abélard met pensioen ging, studeerde Johannes door onder Alberik van Reims en Robert van Melun. Van 1138 tot 1140 studeerde hij letterkunde en de klassieken onder Willem van Conches en Richard l'Evêque, de discipelen van Bernard van Chartres, wellicht aan de kathedraalschool van Chartres.
Bernards leerwijze kenmerkte zich enerzijds door een uitgesproken platonistische tendens, anderzijds door de nadruk die gelegd werd op de literaire studie van de grote Latijnse schrijvers. De invloed van dit laatste is merkbaar in alle werken van Johannes van Salisbury.
Rond 1140 studeerde hij theologie onder Gilbert van Poitiers, later onder Robert Pullus en Simon van Poissy. In 1148 verbleef hij met zijn vriend Peter van Celle in het bisdom Troyes. Hij was aanwezig bij het concilie van Reims, voorgezeten door paus Eugenius III en werd daar waarschijnlijk door Bernard van Clairvaux voorgesteld aan Theobald van Bec, de aartsbisschop van Canterbury met wiens hulp hij rond 1150 terugkeerde naar Engeland.
Hij werd benoemd als secretaris van Theobald en werd regelmatig als missionaris naar de paus gezonden. Gedurende deze tijd produceerde hij zijn beste werken. Waarschijnlijk in 1159 gepubliceerd waren dat Policraticus en Metalogicon, werken van onschatbare waarde betreffende de leerstof en vorm van onderricht, opvallend wat betreft hun gecultiveerde stijl en humanistische tendens. De Policratus werpt een licht op de decadentie van de twaalfde-eeuwse manieren aan het hof en de ethische laagheid daar. Het werk is echter vooral belangrijk omdat het de verantwoordelijkheden van de koning beschrijft en diens verhouding met zijn onderdanen. In zijn Boek van de Staatsman maakte Salisbury de vergelijking tussen het koninkrijk en het menselijke lichaam, waarin ledematen elk hun functie invullen ten behoeve van het geheel. In dit betoog leidde het Salisbury uiteindelijk tot het opperen van een staat die autonoom opereerde zonder het toezicht van de kerk. Salisbury verdedigt enerzijds het goddelijke recht van vorsten, maar dat ook zij zich moeten houden aan de wil van God en de Kerk. Zodra zij daar tegenin gaan, is tirannicide geoorloofd.
Na de dood van Theobald in 1161 werd Johannes de secretaris van Thomas Becket en nam hij actief deel aan de lange disputen tussen Becket en koning Hendrik II van Engeland. Johannes trok zich met Becket enige tijd terug naar Frankrijk toen de situatie gevaarlijk werd. Hij keerde in 1170 met hem terug naar Engeland en was in Canterbury toen Becket vermoord werd. In de jaren daarna schreef hij een biografie van Becket en bleef hij een invloedrijk persoon in Canterbury.
In 1176 werd hij bisschop van Chartres en verbleef daar de rest van zijn leven. In 1179 nam hij deel aan het Derde Lateraans Concilie.
De geschriften van Johannes stellen ons in staat een vrij compleet beeld te vormen van de literaire en wetenschappelijke situatie in de twaalfde eeuw. Zijn inzichten duiden op een gecultiveerde intelligentie die zeer bekend is met praktische zaken en die zich verzet tegen de extremen van nominalisme en realisme middels gezond verstand.
Van de Griekse schrijvers had hij waarschijnlijk geen werken en hij kende maar zeer weinig van hetgeen dat vertaald was. De Timaeus van Plato in de Latijnse versie van Calcidius was hem bekend en waarschijnlijk had hij toegang tot vertalingen van de Phaedo en Meno. Van Aristoteles bezat hij de complete Organon in het Latijn. Hij was de eerste van de middeleeuwse schrijvers van naam die dit werk kende.